# Voskopojë
Voskopojë (em aromeno: Moscopole Moscopolea, em grego:  Μοσχόπολις Moschopolis, em italiano:  Moscopoli) é uma comuna (em albanês:  komuna) da Albânia localizada no distrito de Korçë, prefeitura de Korçë.
Voskopojë foi um centro cultural e comercial de arromenos, e atualmente é apenas um pequeno município do sudeste da Albânia.
No seu auge, em meados do século XVIII, abrigou a primeira prensa móvel dos Balcãs fora de Istambul, instituições educacionais, numerosas igrejas e após o depois da Queima da Escópia tornou-se um importante centro de esclarecimento e cultura ortodoxa nos Balcãs. 